# Skeleton Krew
Skeleton Krew è un videogioco sparatutto sviluppato da Core Design e pubblicato nel 1995 per Sega Mega Drive, Amiga e Amiga CD32.

## Modalità di gioco
Run 'n' gun a tema fantascientifico con visuale isometrica, in Skeleton Krew si controllano tre diversi personaggi: Spine, Rib e Joint.